# 可愛そうにね、元気くん
『可愛そうにね、元気くん』（かわいそうにね げんきくん、英文表記: Poor,GENKI）は古宮海による日本の漫画作品。『週刊ヤングジャンプ』（集英社）にて、2019年14号（2019年3月7日発売）から2021年4・5合併号（2020年12月24日発売）まで連載された。
性的倒錯を抱える少年少女心情の機微が描かれたラブロマンス。連載開始の同時期にはヤングジャンプ派生の漫画アプリ『ヤンジャン！』および『となりのヤングジャンプ』では、作者の古宮が過去に制作した読切漫画「ぼくは大人になれない。」「オニとユイ」「岩崎さんと可哀想な僕」「ハナちゃんは人間失格」が週毎に1作品ずつ掲載された。題名は主人公の廣田が掲げる「女の子は可哀想であればあるほど可愛い」信条の下、ヒロインの八千緑を「可愛くて、可哀想で、可愛そう」と表現したところから来ている。

## 物語
加虐性愛を彷彿とさせる性的倒錯を抱えた高校生の少年廣田元気は、同級生の八千緑七子に対して恋愛感情と同時に彼女が負傷する様や、彼女を痛めつける妄想に性的興奮を覚えていた。八千緑は、廣田の暮らす地域で有名な和菓子屋生まれで、弟と何かと比され「出来の悪い上の子」と揶揄される少女だった。どんくさい彼女は頻繁に負傷し、その際に浮かべる扇情的な表情に、廣田は長らく妄想していた理想の異性を重ねていた。廣田は欲望を発散すべく、八千緑を模したキャラクターが徹底的に痛めつけられる漫画を描いていた。ある日、廣田は完成した原稿を学校の準備室の机中へ忘れ、偶然やってきた八千緑に目撃される。不運にも机から覗いていたのは、八千緑のモデルキャラクターが首を絞められるシーンであった。しかし彼女の廣田に対する反応は暖かく、どうやら原稿を発見されたわけではないらしい。むしろ、彼女の話す様子は廣田に対して好意を抱いているように見えた。
廣田はクラスの保健委員として八千緑を度々保健室へ運ぶ役目を担ってきたが、まともな会話をしたことがなかった。原稿の一件で初めて会話を実現させた廣田は、彼女としっかり話し、欲望をぶちまけた原稿も破棄しようと決心する。そんな矢先、廣田は体育を終えて教室で着替える途中の八千緑の姿を目撃する。一人だけ着替えるのが遅く、男子らの視線に晒され、女子からも笑われる彼女の可愛そうな姿へ性的興奮を覚えるものの、途中からは自己の妄想であることに気づき、罪悪感を覚える。興奮を拭い去り、八千緑を助けんと動きかけた廣田だったが、八千緑を救ったのは女子生徒の鷺沢守だった。快活でクラスメイトの誰に対しても快く優しく接する彼女は、廣田が恐怖からうまくできずにいた八千緑への救いを堂々とやってのける。
翌日。廣田は鷺沢に誘われ彼女と二人で下校する。普段ほとんど関わりのない彼女からの誘いを不思議がる廣田だったが、鷺沢から、昨日の八千緑の騒動の最中に「嗤っていなかった？」と問われ、さらに廣田がSNSに掲載している八千緑モデルの漫画を見せられる。鷺沢は準備室での廣田と八千緑の会話を聞いたのをきっかけに、漫画の作者が廣田ではないかと推測していた。咄嗟に弁解しようとする廣田だったが、突然鷺沢に顔面を殴られる。さらに恍惚とした表情で散々罵倒された挙句、リュックサックに収めていた漫画の原稿を奪われてしまう。普段の心優しく可愛らしいアイドルのような鷺沢はそこにはおらず、廣田は彼女から「今日からお前を飼ってやる」と脅迫される。

## 登場人物
声の項は本作のPVにおける担当声優。
廣田 元気（ひろた げんき）
声 - 石谷春貴
主人公。高校生。異性が怪我や暴力によって痛みを受ける悲痛な様子に対して性的興奮を覚える性分。この性的倒錯は幼少期に観ていた女児向けアニメの中で可愛らしい女の子のキャラクターが敵に痛めつけられるシーンを目撃したのが発端となっている。
八千緑 七子（やちみどり ななこ）
声 - 悠木碧
高校生。廣田の同級生。地元で有名な和菓子屋生まれの少女。
鷺沢 守（さぎさわ まもる）
声 - 悠木碧
高校生。廣田、八千緑の同級生。クラスのアイドル的存在。
小柴川（こしばがわ）
美術教諭。
瀬川（せがわ）
八千緑の家へ勤める家政婦。
八千緑 励一（やちみどり れいいち）
八千緑の弟。

## 書誌情報
- 古宮海 『可愛そうにね、元気くん』 集英社〈ヤングジャンプ・コミックス〉、全8巻
  1. 2019年7月19日発売[3]、ISBN 978-4-08-891336-0
  2. 2019年10月18日発売[4]、ISBN 978-4-08-891361-2
  3. 2020年1月17日発売[5]、ISBN 978-4-08-891491-6
  4. 2020年4月17日発売[6]、ISBN 978-4-08-891589-0
  5. 2020年7月17日発売[7]、ISBN 978-4-08-891649-1
  6. 2020年10月16日発売[8]、ISBN 978-4-08-891718-4
  7. 2021年3月18日発売[9]、ISBN 978-4-08-891791-7
  8. 2021年3月18日発売[10]、ISBN 978-4-08-891835-8